# Olio di avocado
L'olio di avocado è un grasso vegetale estratto dal frutto della Persea americana (avocado). La pianta originaria del centroamerica è una delle poche oleoginose con una concentrazione di lipidi maggiore nella polpa del frutto (15-38%) piuttosto che nei semi (2-8%). La pianta viene oggi coltivata, in decine di diverse varietà, in molte zone temperate-calde o sub tropicali del globo: Messico, Repubblica Dominicana, Nuova Zelanda, Indonesia,Australia, Perù, USA, Colombia, Brasile, Kenya. Con una produzione media di 17.000 tonnellate l'anno (2016-2018) il Messico è il maggior produttore mondiale di olio di avocado. il principale utilizzo è come ingrediente cosmetico ma recentemente sta emergendo un suo utilizzo alimentare come alternativa, con un sapore meno pungente, dell'olio di oliva.
Non esiste uno standard internazionale,  analogo a quello dell'olio di oliva, per classificare la qualità dell'olio di avocado per uso alimentare, ma in alcuni paesi si tende ad utilizzare l'aggettivazione "extravergine" per quello spremuto a freddo e non raffinato. Come l'olio extra vergine di oliva, l'olio di avocado spremuto a freddo non raffinato, conserva il sapore e le caratteristiche cromatiche della polpa del frutto.
All'olio di avocado è stato attribuito il nome INCI: PERSEA GRATISSIMA OIL , numero CAS: 8024-32-6 e numero EINECS: 232-428-0.
Alla sua frazione solida: PERSEA GRATISSIMA BUTTER con gli stessi numeri CAS e EINECS.

## Estrazione
Per la produzione dell'olio vengono utilizzati i frutti scartati dalla commercializzazione del frutto fresco, perché troppo piccoli o danneggiati.
Poiché l'avocado è una coltura per tutto l'anno, alcuni impianti per la lavorazione dell'olio d'oliva, in particolare in Australia e Nuova Zelanda, trattano l'olio d'oliva durante la stagione delle olive e l'olio di avocado durante il resto dell'anno. La spremitura a freddo è caratterizzata da procedure meccaniche, ad esempio estrusione o pressatura, senza l'applicazione di calore. Inoltre, l'olio può essere purificato solo mediante lavaggio, sedimentazione, filtrazione e centrifugazione.  Per la produzione cosmetica si privilegia un olio di avocado raffinato, deodorato e decolorato.
Dopo l'essiccazione della polpa di avocado per rimuovere quanta più acqua possibile l'estrazione più comune avviene con solventi (es. esano) a temperature elevate.
Per utilizzi specifici è stata utilizzata anche l'estrazione con CO2 supercritica.

## Caratteristiche
L'olio di avocado è una miscela eterogenea di lipidi, soprattutto trigliceridi ( oltre il 95%). L'olio non raffinato ha un colore dall'ambra al verde smeraldo dovuto alla clorofilla (fino a 20 µg/g) e carotenoidi (fino a 4 µg/g) contenuti. Per la produzione cosmetica viene commercializzato prevalentemente un prodotto raffinato, di colore giallino più o meno tenue a seconda del processo di decolorazione. I parametri chimico fisici tipici variano tra l'olio non raffinato e quello raffinato:
| olio di avocado non raffinato            | olio di avocado non raffinato |
| ---------------------------------------- | ----------------------------- |
| acidità (come acido oleico libero), in % | MAX 5,0                       |
| umidità, in %                            | MAX 0,5                       |
| densità relativa a 25 °C (g/ml)          | MIN 0,910 MAX 0,920           |
| numero perossidi, in meq.O2/Kg           | MAX 10,0                      |
| olio di avocado raffinato                |                               |
| acidità (come acido oleico libero), in % | MAX 0,1                       |
| umidità, in %                            | MAX 0,1                       |
| densità relativa 25 °C (g/ml)            | MIN 0,908 MAX 0,921           |
| numero perossidi, in meq.O2/Kg           | MAX 2,0                       |
| indice di rifrazione a 25 °C             | MIN 1,462 MAX 1,470           |
| numero saponificazione in mgKOH/g        | MIN 170,0 MAX 198,0           |
| numero iodio                             | MIN 82,0 MAX 90,0             |

## Composizione
In tutti gli oli vegetali la composizione può variare in funzione della cultivar, delle condizioni ambientali, della raccolta, della estrazione e della lavorazione. Nel caso dell'olio di avocado il grande numero di diverse varietà della pianta e la coltivazioni in territori con condizioni climatiche anche molto diverse rende i dati particolarmente disomogenei.
| Concentrazione percentuale sul totale di acidi grassi rilevata in diversi studi (MIN-MAX) | Concentrazione percentuale sul totale di acidi grassi rilevata in diversi studi (MIN-MAX) | Concentrazione percentuale sul totale di acidi grassi rilevata in diversi studi (MIN-MAX) | Concentrazione percentuale sul totale di acidi grassi rilevata in diversi studi (MIN-MAX) | Concentrazione percentuale sul totale di acidi grassi rilevata in diversi studi (MIN-MAX) |
| ----------------------------------------------------------------------------------------- | ----------------------------------------------------------------------------------------- | ----------------------------------------------------------------------------------------- | ----------------------------------------------------------------------------------------- | ----------------------------------------------------------------------------------------- |
| acido grasso                                                                              | notazione delta                                                                           | [ 8 ]                                                                                     | [ 5 ]                                                                                     | [ 6 ]                                                                                     |
| acido miristico                                                                           | 14:0                                                                                      | 0-0                                                                                       | 0,02-0,06                                                                                 | nd                                                                                        |
| acido pentadecanoico                                                                      | 15:0                                                                                      | nd                                                                                        | 0,01-0,04                                                                                 | nd                                                                                        |
| acido palmitico                                                                           | 16:0                                                                                      | 13,0-22,0                                                                                 | 10,8-30,4                                                                                 | 12,2-21,1,                                                                                |
| acido ipogeico                                                                            | 16:1Δ7c                                                                                   | nd                                                                                        | 0,08-0,22                                                                                 | nd                                                                                        |
| acido palmitoleico                                                                        | 16:1Δ9c                                                                                   | 4,0-10,0                                                                                  | 3,1-11,4                                                                                  | nd                                                                                        |
| acido cis palmitovaccenico                                                                | 16:1Δ11c                                                                                  | nd                                                                                        | 0,05-0,16                                                                                 | nd                                                                                        |
| acido margarico                                                                           | 17:0                                                                                      | 0-0                                                                                       | 0,01-0,05                                                                                 | nd                                                                                        |
| acido margaroleico                                                                        | 17:1Δ9c                                                                                   | 0-0,1                                                                                     | nd                                                                                        | 0,01-0,08                                                                                 |
| acido stearico                                                                            | 18:0                                                                                      | 0,35-1,0                                                                                  | 0,37-0,79                                                                                 | 0,24-1,45                                                                                 |
| acido oleico                                                                              | 18:1Δ9c                                                                                   | 55,0-68,0                                                                                 | 45,1-64,8                                                                                 | 40,7-74,3                                                                                 |
| acido asclepico                                                                           | 18:1Δ11c                                                                                  | nd                                                                                        | 7,3-10,4                                                                                  | nd                                                                                        |
| acido linoleico                                                                           | 18:2Δ9c,12c                                                                               | 9,0-15,0                                                                                  | 8,3-12,8                                                                                  | 8,3-20,9                                                                                  |
| acido linoleico trans                                                                     | 18:2Δ9t,12t                                                                               | 0-0                                                                                       | 0,01-0,06                                                                                 | nd                                                                                        |
| acido α-linolenico                                                                        | 18:3Δ9c,12c,15c                                                                           | 0-2,0                                                                                     | 0,44-1,15                                                                                 | 0,44-3,19                                                                                 |
| acido arachico                                                                            | 20:0                                                                                      | 0-0,2                                                                                     | 0,03-0,11                                                                                 | nd                                                                                        |
| acido gadoleico                                                                           | 20:1Δ11c                                                                                  | 0-0,2                                                                                     | 0,07-0,22                                                                                 | nd                                                                                        |
| acido beenico                                                                             | 22:0                                                                                      | 0-0,4                                                                                     | 0,01-0,08                                                                                 | nd                                                                                        |
| acido lignocerico                                                                         | 24:0                                                                                      | 0-0,1                                                                                     | nd                                                                                        | nd                                                                                        |
| Legenda: nd = non ricercato                                                               |                                                                                           |                                                                                           |                                                                                           |                                                                                           |